# Società Anonima Bonavita
La Società Anonima Bonavita è una storica azienda italiana. Trae origine dalla società costituita a Forlì nel 1878 per produrre borre di feltro dai fratelli Leonida, Ettore e Giovanni Bonavita.
Nel 1888 fu iniziata la costruzione dello stabilimento che avrebbe poi occupato un'area di circa 20.000 metri quadrati, occupando l'area ortiva dell'ex-convento di San Domenico. L'importanza della'azienda ebbe un pubblico riconoscimento con la nomina di Leonida Bonavita a Cavaliere del lavoro tra i primissimi nominati in Italia.
Il nome Società Anonima Bonavita viene infine assunto nel 1907 (in precedenza la denominazione era "Ditta Giuseppe Bonavita & figli").
Nel 1928 Ettore Casadei scrive: "Questa fabbrica, unica nel suo genere in Italia, può ritenersi la più importante e grandiosa d'Europa, poiché è la sola in grado di produrre tutti indistintamente i tipi di feltro battuto".
Nonostante il successo della ditta Bonavita, non tutti i membri della famiglia si dedicarono all'azienda: Mario, figlio di Leonida, divenne celebre come compositore di canzoni con lo pseudonimo Marf (Mario da Forlì).